# الزبالين
الزبالين هم جامعي القمامة المتواجدين بحي منشأة ناصر العشوائية في محافظة القاهرة، وهو مجتمع من الناس يعيشون بشكل كبير في سفوح المقطم، وهي سلسلة جبال في جنوب شرق القاهرة. يتحملون مسؤولية جمع ومعالجة القمامة في القاهرة، يعيش الزبالين أيضًا في أجزاء أخرى من القاهرة، ويبلغ عددهم 50-100،000 في المجموع، ولكن حوالي نصفهم في المقطم، يقدمون خدمة جمع القمامة من باب إلى باب، فهم يصعدون درجات المباني الشاهقة ويجمعون القمامة مقابل جنيهات مصرية قليلة، من ناحية أخرى، لم يكن على الناس يدفعون المال للزبالين لجمع القمامة وأحيانًا لا يفعلون ذلك.

## تاريخ

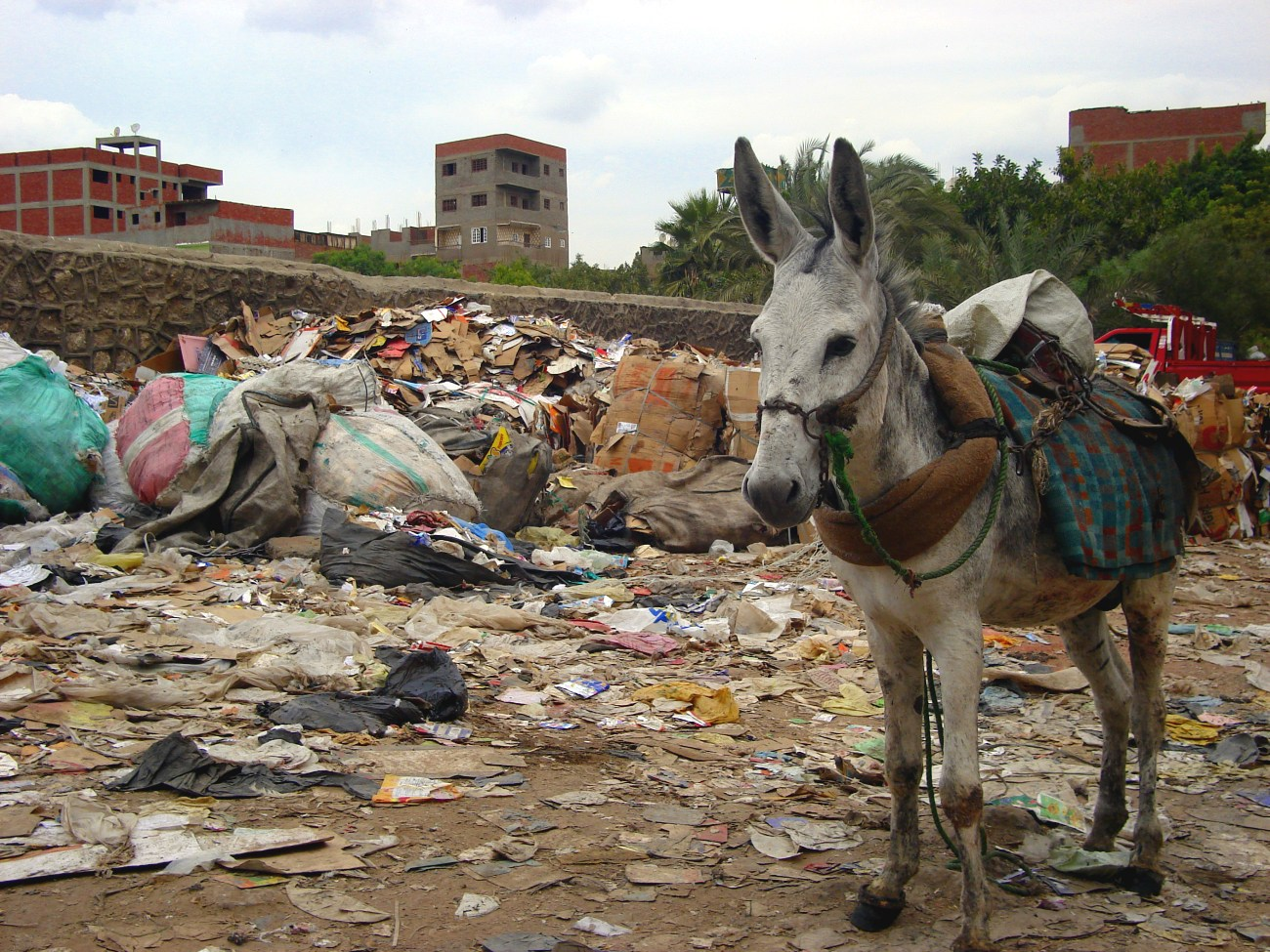
صورة لحمار يجر القمامة بمنطقة جمع القمامة

يمتلك مجتمع الزبالين تاريخًا طويلًا في القاهرة. يعود أصل الزبالين في مدينة القاهرة إلى المزارعين الذين بدأوا في الهجرة من صعيد مصر في الأربعينات من القرن الماضي نتيجة للفقر وسوء المحصول.
بدأوا بتربية الحيوانات مثل الخنازير والدجاج والماعز، ثم انتقلوا إلى جمع وفرز قمامة المدينة لأنهم وجدوه أكثر ربحا، فنشأت مهنة الزبالين في عشرينيات القرن الماضي عندما هاجروا إلى القاهرة، وعلاجوا قمامة المدينة، التي كانت تحرق قبل ذلك، وباعوها للبائعين المتجولين الذين سيستخدمونها كوقود للموقد، أو قطع الخردة.
يجمع أهالي الزبالين في القاهرة القمامة عن طريق تقديم خدمة جمع النفايات الفردية من منزل إلى آخر مقابل مبلغ بسيط. يتم نقل هذه النفايات إلى منشأة ناصر باستخدام السيارات الربع نقل أو عربة الحمار، يتم فرز القمامة إلى فئتين رئيسيتين: قابلة لإعادة التدوير وغير قابلة لإعادة التدوير، وأنشأ الزبالين صناعتهم واقتصادهم الخاص، وكسبوا رزقهم من جمع وإعادة تدوير القمامة، يقال إن هؤلاء الزبالين لديهم أعلى معدلات إعادة التدوير في جميع أنحاء العالم.

## أنظر أيضا
- منشأة ناصر
- طرة
- 15 مايو
- المعتمدية
- البراجيل
- عزبة النخل
- حلوان